# 라몬 마르살
라몬 마르살 리보(스페인어: Ramón Marsal Ribó; 1934년 12월 12일, 마드리드 주 마드리드 ~ 2007년 1월 22일, 마드리드 주 마드리드)는 스페인의 전 축구 선수로, 1950년대 전성기를 구사한 레알 마드리드에서 3년을 활약했다. 그는 부상으로 인해 조기에 축구화를 벗어야 했다.

## 경력
라몬 마르살 리보는 마드리드 출신으로, 학창 시절에 축구를 시작해 레알 마드리드 유소년부의 스카우터에 포착되어 구단 입단을 제안받았다. 그 결과, 그는 레알 마드리드 유소년부인 플루스 울트라에 1948-49 시즌 합류했다. 그는 경험을 쌓기 위해 에르쿨레스로 임대되었고, 이후 무르시아로 1번 더 임대되었다. 그는 에르쿨레스와 무르시아에서 성공적인 활약을 펼치고 레알 마드리드의 1군으로 복귀했다.
그는 1955-56 시즌에 안방 차마르틴 신구장에서 펼쳐진 쿨투랄 레오네사와의 시즌 4번째 리그 경기에서 레알 마드리드 신고식을 치렀다. 같은 해, 유러피언컵이 출범했다. 마드리드는 결승전까지 올라갔고, 호세 비얄롱가 감독은 그를 결승전 선발 명단에 올렸다. 파르크 데 프랭스에서 열린 결승전에서 마드리드는 프랑스의 스타드 랭스를 상대해 4-3으로 이겼고, 마르살은 21세의 나이로 유럽 정상에 올랐다.
그는 마드리드 2년차인 이듬해에 구단 역사상 가장 화려한 골로 회자되는 득점을 올렸다. 동료 알프레도 디 스테파노는 그의 골을 다음과 같이 묘사했다: "그는 경기장을 좌우로 왕래하며 전진한 뒤 놀라운 득점을 올렸습니다." 이 아틀레틱 빌바오와의 경기는 6-0 대승으로 끝났지만, 이 경기에서 "1분도 더 되는 가치의 골"로 회자된다. 같은 해 레알 마드리드는 유러피언컵 정상을 지켰지만, 이번에 마르살은 결승전 경기에 결장했다.
1958년 4월 20일, 셀타 비고와의 3년차 경기에서, 그는 공을 잘못 다루다 무릎 중상을 입었다. 무릎 수술 당시 집도의의 실수로 과다출혈로 인해 혈전이 생겨 축구화를 일찍 벗어야 했다. 그는 플루스 울트라와 무르시아를 거치며 재기를 노렸지만, 이전의 전성기 시절 기량을 찾지 못했다. 그는 1957-58 시즌에도 유러피언컵을 우승했지만, 마르살은 부상으로 결승전에 출전하지 못했다.
마르살은 레알 마드리드 소속으로 총 59번의 경기에 출전해 27골을 기록했다. 이 중 3골은 라 리가 우승을 확정짓는 골이었고, 나머지 3골은 유러피언컵에서 터뜨린 골이었다. 그는 스페인 국가대표팀 경기에도 1번 출전했는데, 이 경기는 1958년 4월 13일에 마드리드에서 열린 포르투갈 경기였다. 스페인은 이 경기를 1-0으로 이겼다.
은퇴 후, 그는 배관공이 되었고, 공학을 전공하기 위해 학업을 계속했다. 이후, 그는 건설사의 간부를 맡았고, 국제 사절 업무도 했다.
2007년 1월 22일, 라몬 마르살은 향년 72세로 영면에 들었다.

## 수상
레알 마드리드
- 라 리가: 1956–57, 1957–58
- 유러피언컵: 1955–56, 1956–57, 1957–58
- 코파 라티나: 1957